# HMS Finwhale
Le HMS Finwhale (pennant number : S05) est le cinquième sous-marin britannique de la classe Porpoise de la Royal Navy. Il a été lancé le 21 juillet 1959 et mis en service le 19 août 1960. Il est, à ce jour, le seul navire de la Royal Navy à être nommé d’après le rorqual commun (Finwhale en anglais).

## Conception
La classe Porpoise était la première classe de sous-marins opérationnels construits pour la Royal Navy après la fin de la Seconde Guerre mondiale. Ils ont été conçus pour tirer parti de l’expérience acquise en étudiant les sous-marins allemands Unterseeboot type XXI, ainsi que des expériences britanniques réalisées en temps de guerre avec le sous-marin HMS Seraph, qui a été modifié en améliorant son hydrodynamisme et en l’équipant de batteries plus grandes ,,.
Les sous-marins de la classe Porpoise mesuraient 88,47 m de longueur hors tout et 73,46 m entre perpendiculaires, avec un maître-bau de 8,08 m et un tirant d'eau de 5,56 m. Leur déplacement en surface était de 1590 tonnes en standard, et de 2007 tonnes à pleine charge. Il était de 2340 tonnes en immersion. Les machines servant à la propulsion se composaient de 2 générateurs diesel Admiralty Standard Range d’une puissance totale de 3680 chevaux-vapeur (2740 kW), qui pouvaient recharger les batteries du sous-marin ou entraîner directement les moteurs électriques. Ceux-ci étaient évalués à 6000 chevaux-vapeur (4500 kW) et entraînaient deux arbres d'hélice, ce qui donnait une vitesse de 12 nœuds (22 km/h) en surface et de 16 nœuds (30 km/h) en immersion,. Huit tubes lance-torpilles de 21 pouces (533 mm) ont été installés : six à l’avant et deux à l’arrière. Le navire pouvait transporter jusqu’à 30 torpilles. La dotation initiale étant composée de la torpille Mark 8 non guidée et de torpilles guidées Mark 20.

## Engagements
Lors de sa première commission, il est allé plus loin sous les glaces que n’importe quel autre sous-marin à l’époque. Il a été remis en service le 27 janvier 1964. En mars 1965, lors de sa deuxième patrouille dans l’océan Arctique, il éclipse encore sa première patrouille dans les glaces, pénétrant à 95 milles dans les glaces. Il a été présent aux Portsmouth Navy Days en 1965 et 1966,.
Alors qu’il était en Extrême-Orient, il a été équipé d’un canon de pont Oerlikon.
Il a été utilisé comme navire-école portuaire entre 1979 et 1987. Il est parti à la remorque pour démolition en Espagne le 28 mars 1988.